# Ciudad de Nutrias (paroisse civile)
Pour les articles homonymes, voir Ciudad de Nutrias.
Ciudad de Nutrias est l'une des cinq paroisses civiles de la municipalité de Sosa dans l'État de Barinas au Venezuela. Sa capitale est Ciudad de Nutrias. En 2018, sa population s'élève à 7 584 habitants.

## Géographie

### Démographie
Hormis sa capitale Ciudad de Nutrias, la paroisse civile possède plusieurs localités, dont :
- Caño Almorzadero
- Caño Seco
  - Caño Seco del Norte
- Chaparrito
- Chorroco
  - Chorroco del Este
  - Chorroco del Medio
  - Chorroco del Oeste
- Ciudad de Nutrias
- Draguito
  - Draguito Norte
  - Draguito Sur
- El Bongo
- El Perro
- El Zamuro
- Graterolacho
  - Graterolacho del Este
  - Graterolacho del Oeste
- La Manga
- Leonero
- Rincón del Tigre
  - Rincón del Tigre Adentro
  - Rincón del Tigre Afuera
- San Rafael